# Michaił Margulis
Michaił Siemionowicz Margulis (ros. Михаил Семёнович Маргулис, ur. 1876 w Odessie, zm. 1951 w Moskwie) – rosyjski lekarz psychiatra i neurolog.
W 1899 ukończył studia na Wydziale Przyrodniczym Uniwersytetu Noworosyjskiego w Odessie. Następnie studiował medycynę na Uniwersytecie Moskiewskim, gdzie był uczniem Piotra Prieobrażenskiego. Od 1911 kierował kliniką neurologii w Moskwie. W 1918 roku został profesorem.
Zasłużony Naukowiec RFSRR (1937).
Zajmował się m.in. stwardnieniem zanikowym bocznym, zapaleniami mózgu, zapaleniami nerwów i mięśni.

## Wybrane prace
- Сифилис нервной системы. М.-Л., 1927
- Спинная сухотка. М., 1947
- Ранний нейросифилис: патол. анатомия, патогенез и клиника. М.: Медгиз, 1949